# Света Петка (Белчин)
Вижте пояснителната страница за други значения на Света Петка.
„Света Петка“ е късносредновековна българска църква в село Белчин, община Самоков, Софийска област.
Църквата се намира в село Белчин. „Света Петка“ е еднокорабна гробищна църква с полуцилиндричен свод и двускатен покрив. Строежът е от каменна зидария от речни и ломени камъни, споени с хоросан, и укрепена с дървени сантрачи. Църквата е построена в последния си вид през XVII век върху основите на по стар храм от XIII – XIV век.
Църквата оцелява през тежките години на размирици в Османската империя, когато често са били разграбвани и опожарявани храмове и манастири. Църквата е била изписана отвътре, но иконописната украса не е съхранена след цялостната реконструкция на сградата. Следи от ранната живописна украса са разкрити след археологическите разкопки от 2007 г. През Възраждането е разширявана основната, молитвена част на храма.
В църквата са съхранени множество ценни икони, най-старите от които са изписани през 1653 г. Създадени два века преди Възраждането, белчинските икони са радки художествени образци. Двата оригинала на основните олтарни икони – на Христос и света Богородица в продължение на дълги години се съхраняват в криптата на храм-паметник „Св. Александър Невски“. Особено забележителни са иконите „Исус на трон с апостоли“ (1653), „Богородица с младенеца на трон с пророци“ (1653), „Свети Никола“ (XVII в.), „Тримата Светители“ (XVII в.) и др. Иконостасът (XVII – XIX в.) е сред значимите паметници на монументалната дърворезба. Той съдържа разновременни резби, изпъстрени с флорални мотиви, акантови листа, волюти, лозови листа, дракони и птици.
На 27 септември 2007 г. в църквата са пренесени оригиналните икони, които дотогава се съхраняват на други места. На 14 октомври 2007 г. възстановената църква е осветена от знеполския епископ Йоан, софийски викарий.

## Реставрация
Първата пълна реставрация на храма е през 1967 г. В следващите десетилетия „Света Петка“ започва да се руши, а иконите и резбените украси попадат в музеи, частни колекции и в другия белчински храм.
Най-тежка е съдбата на църквата в периода между 1991 и 2005 г., когато иманяри пробиват покрива, разкопават около царския трон и оставят храма в развалини.
През 2006 г. започва цялостна реставрация на църквата, при която максимално е запазен първообразът ѝ. Преддверието e оформено в етностил, изцяло от дърво. Реставрацията на „Света Петка“ е осъществена по инициатива на ктиторите – строителния предприемач Симеон Пешов, родом от Белчин, и двамата му синове, фондацията „Възраждане на Белчин“, църковното настоятелство на храма, с подкрепата на „Главболгарстрой“ и под ръководството на Трайчо Велчев. Заедно с реставрацията, в близост до храма е изграден и етнографски комплекс.